# Craigowl Hill
Craigowl Hill är ett berg i Storbritannien.   Det ligger i kommunen Angus och riksdelen Skottland, i den norra delen av landet, 600 km norr om huvudstaden London. Toppen på Craigowl Hill är 455 meter över havet.
Terrängen runt Craigowl Hill är kuperad åt nordväst, men åt sydost är den platt. Runt Craigowl Hill är det ganska glesbefolkat, med 32 invånare per kvadratkilometer. Närmaste större samhälle är Dundee, 9,1 km söder om Craigowl Hill. Trakten runt Craigowl Hill består till största delen av jordbruksmark.